# Миннуллин, Роберт Мугаллимович
Ро́берт Мугалли́мович Минну́ллин (тат. Роберт Мөгаллим улы Миңнуллин; 1 августа 1948 — 27 марта 2020) — советский и российский татарский поэт, журналист, политический деятель.

## Биография
Родился 1 августа 1948 года в деревне Шамметово Илишевского района Башкирской АССР.
В 1966—68 гг. работал литературным сотрудником Илишевской районной газеты (БАССР). В 1973 году окончил Казанский государственный университет.
После окончания университета в 1973—77 гг. был корреспондентом газеты «Яшь ленинчы». В 1977—83 гг. работал в редакции журнала «Казан утлары»: редактор отдела, затем ответственный секретарь. С 1979 г. — член КПСС. В 1983—86 гг. — главный редактор Татарского телевидения. В 1986—95 гг. — главный редактор газеты «Яшь ленинчы» (с 1990 г. — «Сабантуй»). С 1990 г. — народный депутат Республики Татарстан. В 1995—2000 гг. возглавлял постоянную Комиссию Госсовета РТ по культуре и национальным вопросам. В 2000—2004 гг. занимал пост заместителя Председателя Госсовета РТ. С марта 2004 г. — председатель Комиссии Государственного Совета РТ по установлению идентичности текстов законов Республики Татарстан на татарском и русском языках. Был избран для работы в Госсовете на профессиональной постоянной основе. В 2009—2014 гг. — депутат Государственного Совета РТ четвёртого созыва.
Поэт, публицист, журналист. Автор 34 книг на татарском, русском и башкирском языках.
Заслуженный деятель искусств Татарстана, заслуженный работник культуры Башкортостана.
Награждён Почетной грамотой РТ. Лауреат Государственной премии РТ им. Г. Тукая, республиканских премий им. М. Джалиля и А. Алиша, международной литературной премии им. Х. К. Андерсена, премии Республики Башкортостан им. Фатыха Карима. Умер 27 марта 2020 года.
Был женат, есть сын и дочь.

## Награды и премии
- 1971 — награждение Почётной Грамотой ЦК ЛКСМ Армении за активное участие в проведении V Всесоюзного фестиваля молодых поэтов;
- 1974 — награждение Почётной Грамотой ЦК ВЛКСМ
- 1977 — победитель республиканского конкурса «Туган ягым — яшел бишек» на лучшее художественное произведение, посвященного охране окружающей среды
- 1978 — награждение Почётной Грамотой Татарского обкома ВЛКСМ
- 1981 — награждение Почётной Грамотой обкома КПСС и Совета Министров ТАССР
- 1982 — присвоение звания «Ударник строительства КамАЗа»
- 1982 — награждение Почётной Грамотой Союза писателей СССР
- 1982 — победитель закрытого республиканского конкурса «Звонкое чудо» на лучшую пионерскую песню.
- 1982 — присуждение премии комсомола Татарии имени Мусы Джалиля
- 1983 — победитель Всероссийского конкурса на лучшее стихотворение для дошкольников
- 1985 — награждение Дипломом победителя Всесоюзного конкурса патриотической песни
- 1985 — награждение знаком ЦК ВЛКСМ и Советского подготовительного комитета «За активное участие в подготовке и проведении XII Всемирного фестиваля молодежи и студентов в г. Москве»
- 1987 — награждение Центральным Советом Всесоюзной пионерской организации имени В. И. Ленина знаком «За активную работу с пионерами»
- 1988 — детская книга «Зоопарк нашей деревни» заняла I место в республиканском конкурсе «Книга года-88»
- 1988 — награждение юбилейным знаком ЦК ВЛКСМ «70 лет ВЛКСМ»
- 1990 — победитель республиканского конкурса «Школа и семья» за лучшие очерки и публицистики
- 1992 — детская книга «Самое большое яблоко в мире» заняла III место в республиканском конкурсе «Книга года-92»
- 1993 — присвоение почётного звания «Заслуженный деятель искусств Республики Татарстан»
- 1997 — детская книга «Күчтәнәч» («Когда я стану взрослым») заняла II место в республиканском конкурсе «Книга года-95»
- 1998 — награждение Почётной Грамотой Республики Татарстан
- 1998 — присвоение почётного звания «Заслуженный работник культуры Республики Башкортостан»
- 1998 — присуждение Государственной премии Республики Татарстан имени Габдуллы Тукая за книгу «Күчтәнәч»
- 1998 — награждение Почётной Грамотой Государственной Думы РФ за активное участие в разработке актов по совершенствованию государственной национальной политики РФ и в укреплении дружбы между народами России
- 2005 — Народный поэт Республики Татарстан
- 2014 — Медаль «Махтумкули Фраги» (Туркменистан)[5]
- 2018 — Орден «За заслуги перед Республикой Татарстан»[6]

## Творческие союзы
- с 1977 г. — член Союза писателей ТАССР.
- с 1977 г. — член Литературного фонда ТАССР.
- с 1998 г. — член Союза журналистов Татарстана.